# Vacantis Apostolicae Sedis
Vacantis Apostolicae Sedis (в превод от латински език: Светият Престол е вакантен) е апостолическа конституция, регулираща избирането на римския папа, обнародвана от папа Пий XII на 8 декември 1945 г.

## ПериодSede vacante
В периода на ваканция на Светия Престол, Светата колегия на кардиналите няма пълномощия или юрисдикция по въпроси, които са от компетентността на Върховния понтифекс. През периода на незаетия престол, актовете, издадени от римските папи не могат да бъдат отменявани, изменяни или допълвани, особено по отношение на процедурите, уреждащи избирането на римския папа. В случай на съмнения или спорове относно правилата предвидени в настоящата конституция, правото на тълкуване в тази връзка има единствено Колегията на кардиналите.
В периода на ваканция на Светия Престол, кардиналите участват в два вида събрания (конгрегации), които се занимават с подготовката на изборите за нов папа: общи събрания, които включват цялата кардиналска колегия и се провеждат преди началото на изборите, и особени събрания, в които участват кардиналът-камерлинг и още трима кардинали. Особените събрания решават въпроси от второстепенно значение, които възникват ежедневно или от време на време. По-значимите и важни въпроси се решават от Общото събрание на кардиналите. Решенията се вземат с мнозинство.
В периода на ваканция на Светия Престол, са регламентирани правомощията на различните служители ведомства на Ватикана. През този период гражданската власт на папата по отношение на правителството на Ватикана принадлежи на Колегията на кардиналите, която обаче няма право да издава постановления, освен в случаите на неотложна необходимост и единствено за времето, през което Светият престол е вакантен. Такива актове на кардиналите ще бъдат валидни за в бъдеще, само ако новият папа ги потвърди.
Конституцията регламентира и процедурите във връзка с погребалните обреди и погребението на римския папа, както и относно неговите документи.

## Избиране на римския понтифекс
Кардинали-избиратели
Правото да избират римския папа принадлежи изключително на кардиналите на Свещената Римска църква. Нито един от кардиналите, под какъвто и да било претекст или причини, не може да бъде изключен от участие в конклава и от правото да избира и да бъде избиран, с изключение на кардиналите, които са канонично низвергнати.
Началото на конклава трябва да започне на петнадесетия ден от смъртта на папата, за да се даде възможност да пристигнат всички кардинали; Колегията на кардиналите може при сериозни причини да отложи изборите с още няколко дни, но при всички случаи конклавът трябва да започне не по късно от осемнадесетия ден от смъртта на папата.
Всички кардинали, трябва да се подчинят на съобщението за свикване на конклава и да се явят освен ако не са възпрепятствани от болест или от някаква друга пречка, които обаче трябва да бъдат признати като такива от Колегията на кардиналите.
Ако кардинал не се яви или не може да присъства поради заболяване, това не е пречка за започване на избора. Ако кардинал е принуден да напусне конклава поради медицински или други сериозни причини, той не се изчаква и изборите продължават и без него, като след като здравето му се възстанови или след отпадането на пречката за участие, той може да се върне в конклава и да вземе участие в работата му.
Помощници
Всеки кардинал може да бъде придружаван от двама помощници – духовник и мирянин, а при заболяване със съгласието на мнозинството на Колегията на кардиналите, може да има и трети придружител.
Начало на конклава
След приключване на погребалните ритуали във връзка с погребението на починалия папа, кардиналите влизат в помещенията където ще се проведе конклава. Помещенията които ще обитават кардиналите по време на изборите се разпределят между тях чрез жребий. Кардиналите полагат клетва да спазват тайната на конклава, след което се разпорежда на всички външни лица, които не участват в конклава да напуснат помещенията и същите се затварят.
Спазването на тайна по всички въпроси, относно избора
Докато се намират в конклава, кардиналите нямат да получават или изпращат съобщения от всякакъв вид, да получават вестници и да слушат радио. Тези, които нарушат тайната на конклава са застрашени с наказание отлъчване от църквата. Забранява се внасянето на конклава телеграфни и телефонни апарати, микрофони, фотографска и кино-техника, както и тяхното използване.
Процедури за избор на папа
С конституцията се въвеждат три избирателни режима, чрез които може да бъде избран нов папа.
1) Първият начин за избиране на папа е чрез т.нар. вдъхновение, когато кардиналните, вдъхновени от Светия Дух, свободно и по своя инициатива, провъзгласяват единодушно и явно Върховен понтифик. Тази процедура може да се осъществи само ако е приета единодушно от всеки един от кардиналите в конклава, дори и тези, които поради болест са били в стаите си.
2) Вторият начин за избиране е чрез т.нар. консенсус, когато при определени обстоятелства, кардиналите единодушно решат и предоставят правомощие на една група от тях да избере римския папа. За тази форма също е необходимо съгласието на всички кардинали, като в този случай те се задължават да признаят за папа този, който е избран от упълномощените представители.
3) Третият начин за избиране на римския папа е чрез гласуване, като за избор на нов понтифик е необходимо мнозинство от две трети плюс един от гласовете на кардиналите. Изборът чрез гласуване преминава през различни етапи: подготовка и разпространение на бюлетините; избиране чрез жребии на преброители и рецензенти; пускане на бюлетините в избирателната урна, смесване на бюлетините, преброяване на гласовете, преброяване на гласовете, контрол на преброяването, и изгарянето на бюлетините. Изборите се провеждат всеки ден сутрин и следобед, докато не се постигне необходимото мнозинство.
Препоръки към кардиналите при избора на папа
Потвърждават се постановленията, приети от предшествениците на Пий ХІІ: забраната за симония, премахването на всякаква външна намеса и влияние, забрана на даренията от гражданската власт, за да се гарантира пълно свобода при избора на папа. Препоръчва на кардиналите да се въздържат от всякакви видове договори, споразумения, обещания и задълженията, които да обвързват начина им на гласуване под страх от наказание отлъчване от църквата latae sententiae. От друга страна, не е забранено на кардиналите, преди да пристъпят към гласуване, да се подготвят за или да постигнат общо съгласие.
Обявяване на избора
След като новия папа е избран канонично е направено, Кардинал-дяконът на Светата колегия на кардиналите изисква съгласието на новоизбрания папа, а след получаването му го пита и за името което ще избере да носи по време на своя понтификат. След това кардиналите се доближават до новоизбрания папа за му засвидетелстват акта на своята почит и послушание. Междувременно кардинал-дяконът уведомява вярващите на площада, че изборите са проведени и обявява името на новия папа, който веднага след това излиза за да произнесе своята благословия Urbi et Orbi (към града и към света). След завършване на конклава се провежда тържествената церемония по коронацията на новия понтифик.
Приложимост на правилата при оставка на папата
Разпоредбите относно всичко, което предхожда избора на римския папа и изпълнението му, трябва да се спазват изцяло, дори ако вакантното място на Апостолическия престол е резултат от оставката на папата.